# 小行星6602
小行星6602（英語：6602 Gilclark）是一颗围绕太阳公转的小行星。1989年3月4日，埃莉諾·赫琳在帕洛马山发现了此天体。
这颗小行星的绝对星等为98.25427等。